# اشباع اکسیژن

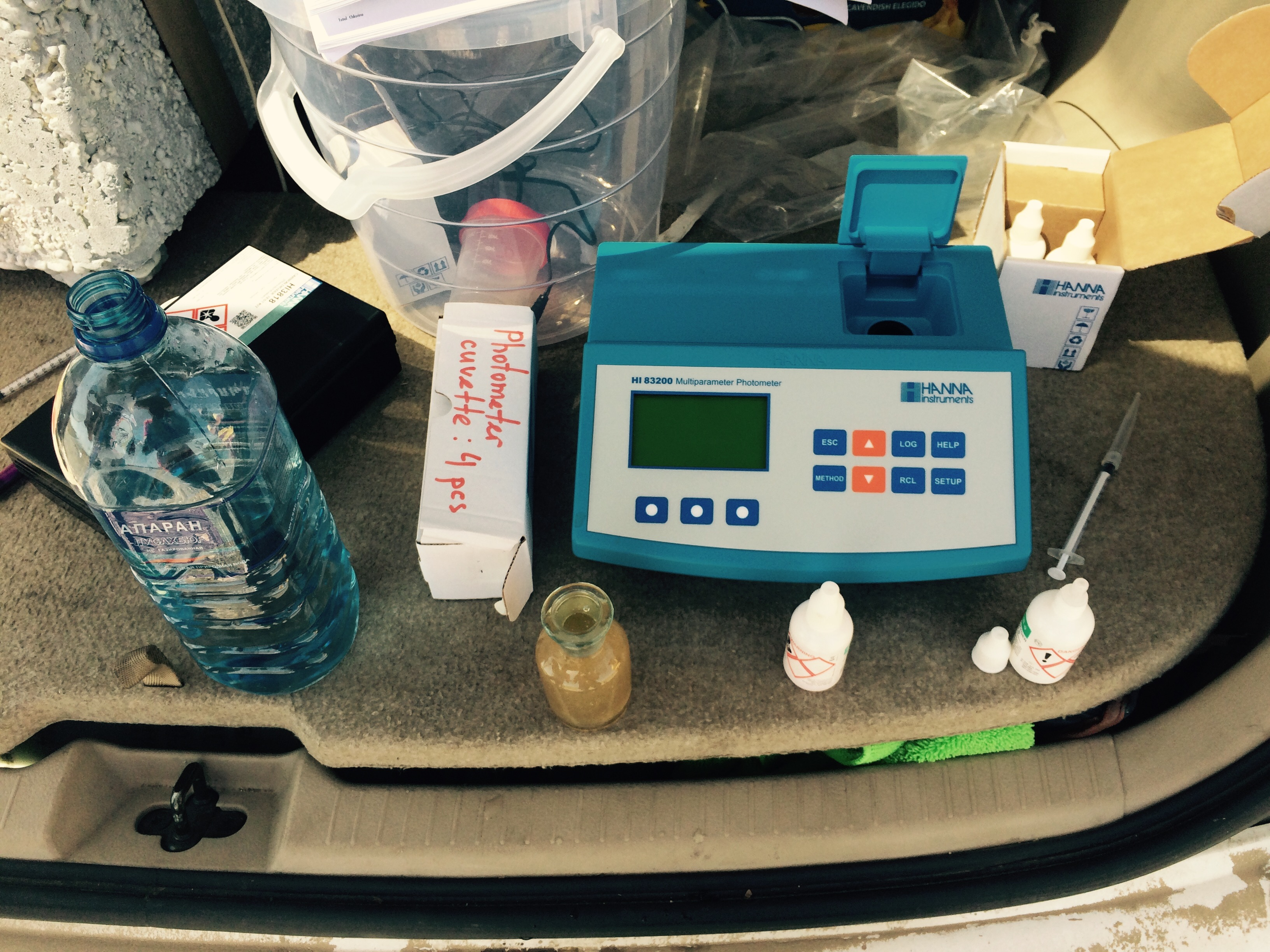
اندازه‌گیری اکسیژن محلول از راه نورسنج چند پارامتری

سیرش اکسیژن (انگلیسی: Oxygen saturation) یا اشباع اکسیژن (نماد SO2) اندازه گیری نسبی غلظت اکسیژنی است که در یک محیط معین حل شده یا حمل می‌شود و به عنوان نسبتی از بیشینه غلظت قابل حل در آن محیط در دمای معین شناخته می‌شود. می‌توان آن را با یک پروب اکسیژن محلول مانند یک حسگر اکسیژن یا یک اپتود در محیط مایع، معمولاً آب، اندازه‌گیری کرد. واحد استاندارد اشباع اکسیژن درصد (%) است.
اشباع اکسیژن را می‌توان به صورت منطقه‌ای و غیرتهاجمی اندازه‌گیری کرد. اشباع اکسیژن شریانی (SaO2) معمولاً با استفاده از پالس اکسیمتری اندازه گیری می‌شود. اشباع بافت در مقیاس محیطی را می‌توان با استفاده از NIRS اندازه گیری کرد.  این تکنیک را می‌توان هم روی ماهیچه و هم روی مغز اعمال کرد

## در پزشکی
در پزشکی، اشباع اکسیژن به اکسیژن رسانی اشاره دارد، یا زمانی که مولکول‌های اکسیژن (O2) وارد بافت‌های بدن شود. در این حالت خون در ریه‌ها اکسیژن‌دار می‌شود، جایی که مولکول‌های اکسیژن از هوا به درون خون می‌روند. اشباع اکسیژن ((O2) sats) درصد محل های اتصال هموگلوبین را در جریان خون اشغال شده توسط اکسیژن اندازه می‌گیرد.  ماهی‌ها، بی‌مهرگان، گیاهان و باکتری‌های هوازی همگی به اکسیژن، منبع انرژی شیمیایی خود، برای تنفس نیاز دارند.